# Aleksandr Makhovikov
Aleksandr Fyodorovich Makhovikov (russe : Александр Фёдорович Маховиков), né le 12 avril 1951, est un ancien joueur de football soviétique.

## Biographie

### En club
Élément central du Dynamo Moscou dans les années 70, il y joue notamment 287 matchs en première division soviétique, et y remporte le championnat au printemps 1976 ainsi que la Coupe nationale en 1977.
Il participe également aux compétitions continentales européennes, et dispute huit matchs en Coupe de l'UEFA, et vingt en Coupe des coupes. Il atteint avec le Dynamo Moscou la finale de la Coupe des coupes en 1972. Makhovikov se met en évidence lors de cette finale en inscrivant un but. Toutefois, le Dynamo s'incline 3-2 face aux Glasgow Rangers.

### En sélection nationale
Makhovikov fait ses débuts pour l'URSS le 30 avril 1972, en quart de finale de l'Euro 1972 contre la Yougoslavie. Il ne reçoit sa deuxième sélection qu'en 1976. 
Il participe ensuite aux éliminatoires de l'Euro 1980 (l'URSS ne se qualifiant pas pour le tournoi final), et marque son seul but en équipe nationale lors de sa dernière apparition en URSS, un match amical contre l'Allemagne de l'Ouest.

## Palmarès
Dynamo Moscou
- Coupe des vainqueurs de coupe :
  - Finaliste : 1972.

- Championnat d'Union soviétique (1) :
  - Champion : 1976.

- Coupe d'Union soviétique (1) :
  - Vainqueur : 1977.
  - Finaliste : 1979.

## Statistiques
| Saison                | Club                  | Championnat           | Championnat | Championnat | Coupe(s) nationale(s) | Coupe(s) nationale(s) | Compétition(s) continentale(s) | Compétition(s) continentale(s) | Compétition(s) continentale(s) | Total | Total |
| Saison                | Club                  | Division              | M.          | B.          | M.                    | B.                    | Comp.                          | M.                             | B.                             | M.    | B.    |
| 1971                  | Dynamo Moscou         | D1                    | 8           | 1           | -                     | -                     | C2                             | 4                              | 0                              | 12    | 1     |
| 1972                  | Dynamo Moscou         | D1                    | 25          | 5           | 4                     | 0                     | C2                             | 5                              | 1                              | 34    | 6     |
| 1973                  | Dynamo Moscou         | D1                    | 28          | 4           | 8                     | 0                     | -                              | -                              | -                              | 36    | 4     |
| 1974                  | Dynamo Moscou         | D1                    | 28          | 2           | 5                     | 0                     | C3                             | 4                              | 0                              | 37    | 2     |
| 1975                  | Dynamo Moscou         | D1                    | 27          | 3           | 1                     | 0                     | -                              | -                              | -                              | 28    | 3     |
| 1976                  | Dynamo Moscou         | D1                    | 22          | 0           | 2                     | 1                     | C3                             | 2                              | 0                              | 26    | 1     |
| 1977                  | Dynamo Moscou         | D1                    | 23          | 0           | 4                     | 1                     | C2                             | 4                              | 0                              | 31    | 1     |
| 1978                  | Dynamo Moscou         | D1                    | 28          | 0           | 5                     | 1                     | C2                             | 3                              | 0                              | 36    | 1     |
| 1979                  | Dynamo Moscou         | D1                    | 34          | 0           | 8                     | 1                     | C2                             | 2                              | 0                              | 44    | 1     |
| 1980                  | Dynamo Moscou         | D1                    | 23          | 1           | 2                     | 0                     | C2                             | 2                              | 0                              | 27    | 1     |
| 1981                  | Dynamo Moscou         | D1                    | 24          | 4           | 1                     | 0                     | -                              | -                              | -                              | 25    | 4     |
| 1982                  | Dynamo Moscou         | D1                    | 12          | 0           | 5                     | 1                     | C3                             | 2                              | 0                              | 19    | 1     |
| 1983                  | Dynamo Moscou         | D1                    | 5           | 0           | 3                     | 0                     | -                              | -                              | -                              | 8     | 0     |
| Sous-total            | Sous-total            | Sous-total            | 287         | 20          | 48                    | 5                     | -                              | 28                             | 1                              | 363   | 26    |
| 1986                  | Kouban Krasnodar      | D2                    | 41          | 2           | 3                     | 1                     | -                              | -                              | -                              | 44    | 3     |
| 1987                  | Kouban Krasnodar      | D3                    | 29          | 1           | -                     | -                     | -                              | -                              | -                              | 29    | 1     |
| 1988                  | Kouban Krasnodar      | D2                    | 5           | 0           | 2                     | 0                     | -                              | -                              | -                              | 7     | 0     |
| Sous-total            | Sous-total            | Sous-total            | 75          | 3           | 5                     | 1                     | -                              | -                              | -                              | 80    | 4     |
| Total sur la carrière | Total sur la carrière | Total sur la carrière | 362         | 23          | 53                    | 6                     | -                              | 28                             | 1                              | 443   | 30    |